# Circuncisión de Jesús (Parmigianino)
La Circuncisión de Jesús, una pintura del artista manierista italiano Parmigianino del tema común de la circuncisión de Jesús, se realizó alrededor de 1523 y ahora se encuentra en el Instituto de Artes de Detroit, Michigan, Estados Unidos. 

## Historia
El biógrafo de arte del Renacimiento tardío Giorgio Vasari describió una Circuncisión de Jesús por Parmigianino. Sin embargo, su descripción no coincide con la pintura de Detroit: describió una serie de personajes sosteniendo antorchas y caminando que no aparecen en este cuadro. 

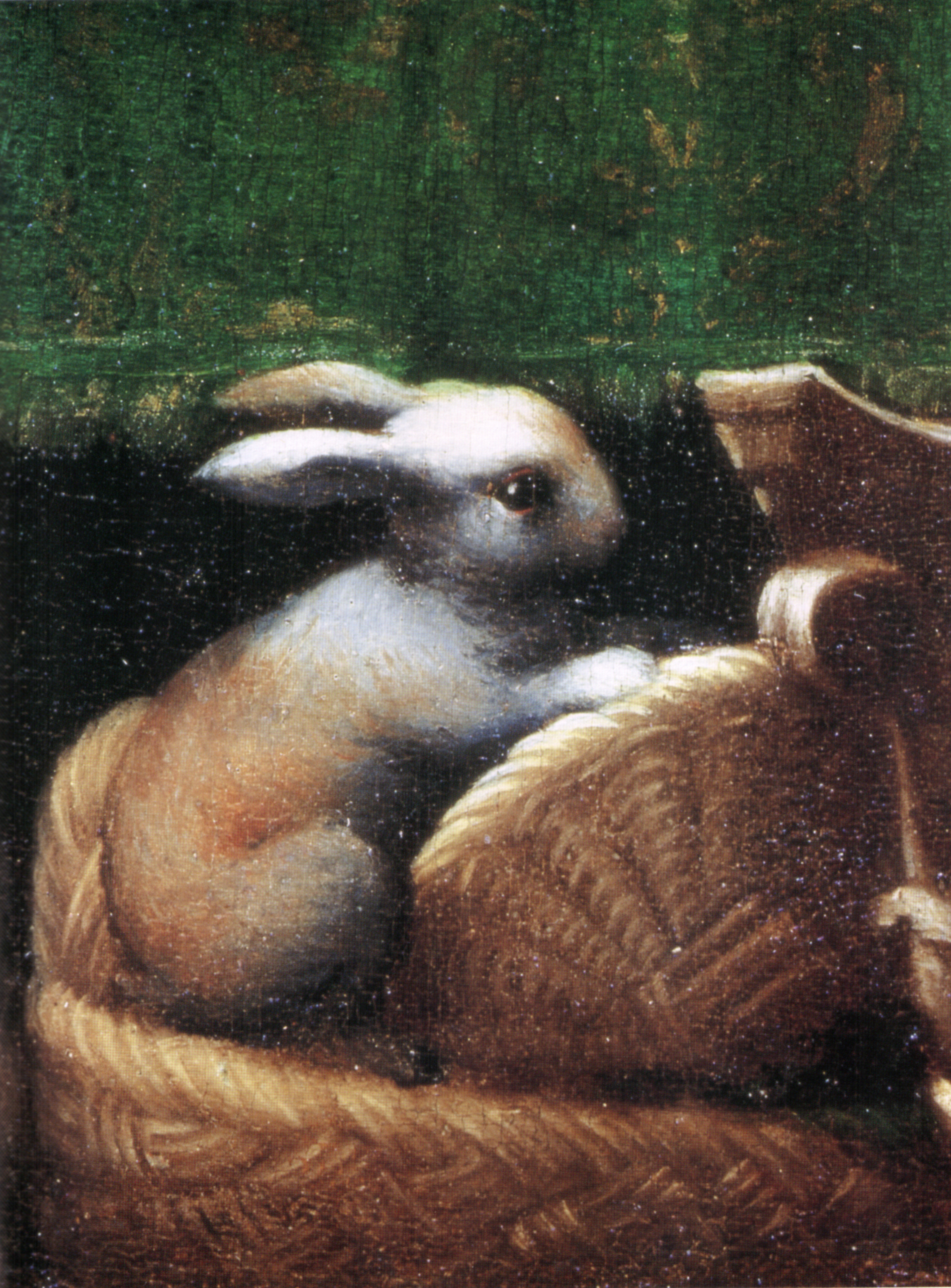
Detalle de un conejo.

La pintura se conoció con certeza solo a partir de la década de 1830, cuando formaba parte de la colección imperial rusa y fue copiada en un grabado de 1851 por JW Muxel. En 1917 fue adquirida en Estocolmo por AB Nordiska Kompaniet, que, unos años más tarde, la vendió al estadounidense Axel Beskow. En 1936 donó la obra al museo de Detroit. 
La pintura no fue atribuida por unanimidad a Parmigianino hasta 1991
La fecha de alrededor de 1523 se basa en la comparación con otras obras anteriores del artista y en un dibujo preparatorio en el Cabinet des Dessins (inv. 6390) del museo del Louvre. 

## Descripción
La obra muestra la circuncisión de Jesús como se describe en el Evangelio de Lucas; las dos palomas del sacrificio se refieren al acto relacionado de la purificación de María. El joven Jesús, bien iluminado, es el niño Jesús, rodeado de una multitud de personajes. A la izquierda hay una Madonna muy joven, de pelo rubio, similar a la Santa Bárbara en el Museo del Prado. También a la izquierda, detrás de ella, hay dos personajes que confabulan sobre un fondo con el sol naciente. 
A la derecha hay dos filas de figuras, así como el sacerdote que sostiene a Jesús sobre el altar y, por otro lado, el cuchillo ritual. Abajo, entre las ofrendas, hay dos conejos pequeños, que se asemejan a detalles similares en el arco de la primera capilla pintada al fresco por Parmigianino en la iglesia de San Juan Evangelista en Parma.